# Víctor Manuel Ayala
Víctor Manuel Ayala González (Morales, Izabal, Guatemala, 8 de mayo de 1989) es un futbolista guatemalteco. Juega de portero y su equipo actual es el Antigua GFC de la Liga Mayor de fútbol de Guatemala,  estudiante de ingeniería en la Tricentenaria Universidad San Carlos de Guatemala, cerro pensum en el segundo semestre del 2022 con Seminario de Investigación de EPS.

## Trayectoria
Inició su trayectoria siendo un juvenil de la categoría sub-17 del Deportivo Heredia cuando tenía 15 años en Morales, Izabal. En enero de 2008 se incorporó en las filas de la categoría sub-20 de CSD Comunicaciones.
Pasa a formar parte del equipo mayor en el Torneo Apertura de la Temporada Oficial 2010-2011 de la Liga Mayor del fútbol guatemalteco. Debutó en la liga mayor jugando de titular el 7 de agosto de 2010 ante Deportivo Suchitepéquez en el Estadio Pensativo de Antigua Guatemala.
Desde julio de 2014-2016 pertenece al  equipo Antigua GFC de la liga nacional de Guatemala.   En el torneo de apertura quedó en 3.er lugar como portero menos vencido, clasificando a su equipo por la disputa del Campeonato. Y en julio de 2017 fichó para CSD Suchitepéquez Para el Torneo Apertura  2017-2018

## Debut
Su debut fue un 7 de agosto de 2010 ante Deportivo Suchitepéquezluego de que David Guerra se lesionara en un entreno durante la semana antes del partido. El partido fue a las 15:30 en el Estadio Pensativo de Antigua Guatemala donde los cremas jugaron de local debido a la remodelación de la gramilla del Estadio Cementos Progreso.
Víctor jugó los 90 minutos del partido que terminó empatado 1-1. El juego inició bajo una copiosa lluvia que se extendió durante toda la primera parte. Tras un primer tiempo con un empate a cero, los goles llegarían en la etapa de complemento.Fue así como anotaron el primer tanto al minuto 50, por medio del incansable goleador crema Rolando Fonseca.
La felicidad no le duró mucho al cuadro local, pues cuatro minutos más tarde el silbante Polanco sancionó con un penalti una supuesta falta del juvenil portero Víctor Ayala contra el brasileño Josimar Nascimento. Fue el mismo delantero quien tomó el balón y, con un disparo fuerte y bien colocado, venció al guardameta crema.